# Charlotte Gower Chapman
Pour les articles homonymes, voir Chapman.
Charlotte Gower Chapman, née Charlotte Day Gower, est une ethnologue et une autrice américaine. En 1928, elle obtient un doctorat en anthropologie de l'université de Chicago. Plus tard, alors qu'elle travaille à l'université Lingnan en Chine pendant la Seconde Guerre mondiale, elle est faite prisonnière par les Japonais lorsque les États-Unis entrent en guerre, mais elle est libérée en 1942. Elle rejoint ensuite le corps des Marines des États-Unis et travaille au Bureau des services stratégiques jusqu'en 1947, date à laquelle elle devient employée de la Central Intelligence Agency jusqu'à sa retraite en 1964.
Charlotte Chapman écrit une étude anthropologique intitulée Milocca : A Sicilian Village, qui comprend un compte rendu détaillé de la vie quotidienne, des traditions et même du mysticisme qui auraient été familiers aux générations précédentes de Siciliens mais qui allaient être inexorablement modifiés par les événements du XXe siècle.

## Éducation
Gower s'inscrit au département de sociologie et d'anthropologie de l'université de Chicago en 1924. Ses recherches de maîtrise et de doctorat ont été fortement influencées par l'anthropologie à quatre champs de Franz Boas et la sociologie de l'école de Chicago. Elle est membre de l'équipe de Fay-Cooper Cole chargée d'étudier la préhistoire de l'Illinois pendant deux ans à partir de 1926, et a présenté les travaux de l'équipe de terrain archéologique lors de la réunion de la section centrale de l'American Anthropological Association à Chicago en 1927. Gower obtient sa maîtrise en 1926 pour sa thèse d'ethnologie historique sur les cultures aborigènes des Antilles intitulée The Northern and Southern Affiliations of Antillean Culture. Elle mène ses recherches pour sa thèse de doctorat au sein de la communauté d'immigrants siciliens de Chicago, en se concentrant initialement sur la religion et la culture siciliennes à l'époque de la prohibition dans cette ville. Cependant, Gower est ensuite partie pour 18 mois de recherche sur le terrain, soutenue par une bourse du Social Science Research Council, dans le village de montagne sicilien isolé de Milocca, où elle a appris à parler couramment le dialecte sicilien local et l'italien standard, et poursuit ses objectifs de recherche malgré les difficultés de travailler en tant que femme sur le terrain dans l'Italie du début du XXe siècle. Elle obtient son doctorat en 1928, et est l'une des deux seules femmes à recevoir ce diplôme du département de sociologie et d'anthropologie de l'université de Chicago au cours de ses quatre années d'études dans cette institution.

## Travail
Dans Milocca, Gower ne décrit pas seulement les aspects traditionnels de la communauté dans laquelle elle s'est immergée, mais elle a également enregistré et relayé les tensions politiques de l'époque entre les socialistes et les fascistes, et décrit un soulèvement en 1920 au cours duquel les ouvriers locaux ont pris possession de six grands domaines. Elle a également décrit la montée des fascistes au pouvoir dans toute l'Italie à l'époque, et le rôle de la mafia sicilienne dans la vie du village, Milocca étant le lieu d'une arrestation massive de mafiosi présumés en janvier 1928. Milocca de Gower est considéré comme une étude approfondie de la communauté, axée sur la stratification sociale, tout en servant également de compte-rendu de la parenté sicilienne, des croyances et pratiques religieuses, y compris les processions annuelles de saints ou festas, et reste l'un des seuls comptes-rendus de la vie villageoise sicilienne de la période d'avant-guerre, et est largement cité dans People of the Mediterranean de John Davis (1977). Charlotte Gower rejoint la faculté de l'université du Wisconsin en 1930 en tant que professeure assistant, mais l'quittee en 1938 pour prendre un poste de professeure à l'Université de Ling-Nan en Chine.